# Burnsville (Minnesota)
Burnsville – miasto w północnej części Stanów Zjednoczonych, w stanie Minnesota. Położone w hrabstwie Dakota.